# Hayme Hatun
 (janvier 2020).
Si vous disposez d'ouvrages ou d'articles de référence ou si vous connaissez des sites web de qualité traitant du thème abordé ici, merci de compléter l'article en donnant les références utiles à sa vérifiabilité et en les liant à la section « Notes et références ».
Hayme Hatun ou Hayme Ana (en turc ottoman : هيماه خاتون), née vers 1176 et morte vers 1268 à Domaniç, elle est la mère d'Ertuğrul, qui est le père d'Osman Ier, le fondateur de l'Empire ottoman. Elle a été conférée et connue sous le titre de Devlet Ana (Mère de l'État) de l'Empire ottoman.

## Biographie
Son nom apparaît comme Haymana, Hayme Hatun, Hayme Sultan, Ayva Ana et Ayvana. Le nom Hayme Annem . Annem en turquir signifie mère. Hayma mère.
Elle est la fille de Turkmen Bey, chef de la tribu turc, Dodurga.
Hayme Hatun s'est mariée avec Suleiman Chah, chef de la tribu Kayı, elle lui a donné quatre fils, Sungurtekin Bey, Gündoğdu Bey, Dündar Bey et Ertuğrul, ce dernier est le père d'Osman Ier, le fondateur de l'Empire ottoman.

### Lieu de décès

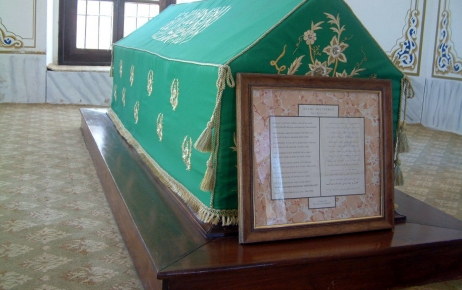
Tombe de Hayme Hatun à Domaniç.

Le dernier lieu de repos de Hayme Hatun se trouve à Çarşamba, un village près de Domaniç, dans une zone de pâturage, près d'une route reliant les plaines à l'est de Bursa avec Tavşanlı.
En 1892 Abdul Hamid II a demandé la récupération du tombeau de Hayme Ana.

### Hayme Hatun dans la culture populaire
Dans la série télévisée turque Diriliş: Ertuğrul, relate de manière romancée la vie d'Ertuğrul Gâzi de 2014 à 2019, elle est interprétée par Hülya Korel Darcan.